# 1872 Helenos
1872 Helenos је Јупитеров тројански астероид са средњом удаљеношћу од Сунца која износи 5,304 астрономских јединица (АЈ).
Апсолутна магнитуда астероида је 11,2.